# En avant (Salvador)
Pour les articles homonymes, voir En avant.
En avant (en espagnol : Vamos abrégé V) est un parti politique du Salvador.
Le parti se définit comme du centre.
En avant participe pour la première fois à l'élection présidentielle de 2019 en désignant Josué Alvarado comme candidat avec Roberto Riviera Ocampo comme candidat à la vice-présidence. Le binôme reçoit 0,76% des suffrages exprimés.
Lors des élections législatives de 2021 le parti remporte un siège à l'Assemblée législative dans la circonscription du département de San Salvador. La députée élue est Claudia Ortiz.

## Résultats

### Élections présidentielles
| Année | Candidat       | 1er tour | 1er tour | 2d tour | 2d tour | Résultat |
| Année | Candidat       | Voix     | %        | Voix    | %       | Résultat |
| ----- | -------------- | -------- | -------- | ------- | ------- | -------- |
| 2019  | Josué Alvarado | 2 076    | 0,76%    | -       | -       | Élu Non  |

### Élections législatives
| Année | Voix   | %    | Élus   | Rang |
| ----- | ------ | ---- | ------ | ---- |
| 2021  | 26 492 | 1,01 | 1 / 84 | 11e  |